# Caspar Pauckstadt
Caspar Pauckstadt (* 14. August 1964) ist ein schwedischer ehemaliger Fußballspieler. Der Abwehr- und Mittelfeldspieler spielte in Schweden, Zypern und der Schweiz. Im Anschluss an seine aktive Laufbahn engagierte er sich insbesondere im Jugendfußball.

## Werdegang
Pauckstadt entstammt der Jugend des Limhamns IF. Er kam unter Trainer Tord Grip beim Malmö FF in der Spielzeit 1984 zu seinen ersten Einsätzen in der Allsvenskan. Unter dessen Nachfolger Roy Hodgson etablierte er sich in der folgenden Spielzeit über weite Strecken in der Startformation. Damit trug er einerseits zum ersten Platz am Ende der regulären Spielzeit bei, andererseits avancierte er zum U-21-Nationalspieler. In der Meisterschaftsendrunde stand er im Halbfinale in beiden Spielen auf dem Platz und trat beim 2:1-Auswärtserfolg beim IFK Göteborg als Vorbereiter in Erscheinung, mit einer 0:2-Niederlage im Rückspiel verpasste er mit dem Klub jedoch das Endspiel um den Titel. In der Folge zeigte er sich verletzungsanfällig und fiel immer wieder langfristig aus.
In der Spielzeit 1986 wiederholte die Mannschaft den ersten Rang und gewann nach Erfolgen über IFK Norrköping und AIK den Meistertitel, Pauckstadt war jedoch nur in vier Saisonspielen dabei und gehörte daher nicht zu den ausgezeichneten Spielern. Für die Spielzeit 1987/88 verlieh ihn der Klub an den zyprischen Klub Enosis Neon Paralimni. In der Spielzeit 1989 lief er für Västra Frölunda IF in der Allsvenskan auf, ehe er 1990 zum Schweizer Klub Yverdon-Sport FC weiterzog. Aufgrund einer Knieverletzung beendete er jedoch frühzeitig seine Karriere.
In der Folge widmete sich Pauckstadt einer Trainerkarriere. Zunächst war er im schwedischen Amateurfußball bei VVK Malmö und Limhamns IF tätig. 1995 zog er in die Vereinigten Staaten, wo er als Fußball-Trainer an der University of New Hampshire und später bei den New Yorker Central Park Rangers in Manhattan als Jugendtrainer arbeitete. 2003 kehrte er nach Schweden zurück und übernahm das Traineramt beim Viertligisten Höllvikens GIF. 2006 zog er zum Zweitligisten Landskrona BoIS weiter, um dort als Trainerassistent von Patrik Johansson zu arbeiten. Nach Auslaufen der Verträge Ende 2007 trennte sich der Verein vom Trainer-Duo.
Pauckstadt ging als Jugendtrainer nach Bali und baute dort eine Fußballakademie auf. Im Sommer 2010 erhielt seine Frau eine Krebsdiagnose, woraufhin die Familie nach Schweden zurückkehrte. Im November des Jahres gründete er unter dem Namen FC Bellevue einen neuen Nachwuchsfußballverein in Malmö, um dem Sohn eine Fußballmannschaft zu bieten.